# Kris Van Assche

Logo der Marke Krisvanassche

Kris Van Assche (* 12. Mai 1976 in Londerzeel, Belgien) ist ein belgischer Modeschöpfer
Van Assche unterhielt von 2005 bis 2015 seine eigene Modemarke KRISVANASSCHE. Von 2007 bis 2018 fungierte er als Chefdesigner der französischen Herrenmodemarke Dior Homme. Von 2018 bis 2021 war er Chefdesigner bei Berluti.

## Biographie
Van Assche wuchs als Einzelkind in Londerzeel auf und besuchte eine katholische Schule. Sein Vater arbeitete in der Automobilbranche, seine Mutter war Sekretärin. Im Alter von 15 besuchte er an Wochenenden Zeichenkurse für Amateure an einer Kunsthochschule. Obwohl er – nach eigener Aussage – nicht gut zeichnen und nähen konnte, schaffte er im Alter von 18 Jahren die Aufnahmeprüfung der Königlichen Akademie der schönen Künste in Antwerpen. Nach seinem Abschluss im Studienfach 'Mode' erhielt Van Assche 1998, zunächst als Praktikant, eine Stelle als Design-Assistent von Hedi Slimane im Bereich Herrenmode bei „Yves Saint Laurent“ in Paris. Als Slimane im Jahr 2000 zu „Dior Homme“ wechselte, folgte ihm Van Assche dorthin. Sein eigentliches Ziel, Damenmode zu entwerfen, verwarf Van Assche nach einigen Saisons an der Seite von Slimane.

### Die Marke KRISVANASSCHE
Im Januar 2005 gründete Van Assche in Paris seine eigene, hochpreisige Herren-Modemarke namens KRISVANASSCHE, die dem in Luxemburg ansässigen Unternehmen Frans S.A. gehörte. Zu diesem Zweck hatte er 2004 seine Anstellung bei Dior Homme aufgegeben. Sein Atelier befand sich an der Pariser Place de la République. Sein moderner Stil zwischen Innovation und Nostalgie in den überwiegend einfarbig in grau, weiß und schwarz gehaltenen Kollektionen überzeugte Einkäufer und Publikum. Typisch für Van Assches eigene Modemarke waren bspw. sportlich-elegante Sakkos bzw. Jacketts in unterschiedlichen Stoffen oder Materialkombinationen, überlange, schmale Oberhemden oder Polo-Shirts, Variationen von Reverskrägen, mehrlagige Stoffkonstruktionen sowie der betonte Einsatz von Reißverschlüssen und Textilfalten. Für kurze Zeit gab es zwischen 2007 (für die Saison 2008) und 2009 (für die Saison 2010) von KRISVANASSCHE auch Damenmode, die aber offenbar kommerziell nicht erfolgreich war und wieder eingestellt wurde. Ab 2009 veröffentlichte Van Assche in Bezug auf seine Modemarke eine künstlerische Zeitschrift namens Londerzeel.
2011 und 2012 kooperierte Van Assche mit seiner eigenen Modelinie mit dem Gepäckhersteller Eastpak und brachte unter dem Namen EASTPAK KRISVANASSCHE jeweils eine limitierte Reisegepäck-Kollektion im oberen Mittelpreissegment auf den Markt. 2012 ging er eine Zusammenarbeit mit dem Jeans-Hersteller Lee ein und präsentierte eine limitierte Denim-Kollektion.
Nach zehn Jahren auf dem Markt kündigte Van Assche im Mai 2015 an, dass er seine privat geführte Marke Krisvanassche aufgrund finanzieller Schwierigkeiten einstellen werde. Die Herbst/Winter-Kollektion 2015 der Modemarke wurde bereits nicht mehr produziert. Die Firmen-Website wurde gelöscht.

### Dior Homme
Nach dem Ausscheiden Hedi Slimanes als Chefdesigner von „Dior Homme“ im Jahr 2007 rief das Haus Dior Van Assche als Nachfolger von Slimane zu Dior Homme zurück. Unter Van Assches Regie wurde die Dior Homme Mode im Vergleich zu Slimanes Entwürfen etwas kommerzieller und damit tragbarer. Van Assche wandte sich von den von Slimane bevorzugten, sehr jungen und schlanken Männer-Models und Slimanes Anleihen aus der Punk-Szene weitestgehend ab. Bei seinen Entwürfen, die sehr viele Elemente der klassischen Herrenkonfektion – Sakkos, Anzüge, Bundfaltenhosen, Oberhemden – aufweisen, konzentriert er sich auf oftmals schlicht-einfarbige Modelle, vorwiegend in grau, beige, blau, schwarz, weiß und braun, in schmalen Größen und modernen Schnitten. 2010 brachte er die Dior Homme Petite Taille (wörtlich: „Kleine Größe“) Kollektion auf den Markt, die sich mit einer Denim-Kollektion aufgrund der Nachfrage in der Vergangenheit an weibliche Kundinnen der Herrenmarke Dior Homme richtet.
Mitte März 2018 verkündete der Mutterkonzern von Dior, LVMH, dass Van Assche als Chefdesigner bei Dior Homme von Kim Jones, zuvor Herrenmode-Designer bei Louis Vuitton, abgelöst werde.

### Berluti
Anfang April 2018 wurde bekannt, dass Van Assche Chefdesigner bei der LVMH-eigenen Herrenschuh- und modemarke Berluti wird. Nach zwei kleineren Kollektionen im Jahr 2018 präsentierte Van Assche seine erste vollständige Laufsteg-Kollektion für Berluti im Januar 2019 in der Opéra Garnier. Im April 2021 gab van Assche sein Ausscheiden bei Berluti bekannt.